# Via Lattea/L'animale
Via Lattea/L'animale è un singolo del cantautore italiano Franco Battiato, pubblicato in Italia nel 1985 dalla EMI come estratto dall'album Mondi lontanissimi.
Sul disco sono indicati erroneamente i lati A e B.

## Video musicale
Il videoclip d'accompagnamento di Via Lattea è stato diretto da Francesco Messina e Franco Battiato. In esso appaiono alcuni turisti alle pendici dell'Etna.

## Tracce
Testi e musiche di Franco Battiato. Arrangiamenti Battiato-Pio.
1. Via Lattea – 4:53
2. L'animale – 3:18

Durata totale: 8:11